# Peribatodes fasciata
Peribatodes fasciata là một loài bướm đêm trong họ Geometridae.